# Pinscher austríaco
O pinscher austríaco[Nota] (em alemão:  Österreichischer Pinscher) é uma raça de cão da Áustria. Sua origem é ainda pouco conhecida, mas sabe-se que é parente do pinsher alemão médio e acredita-se que tenha certa ligação com o grupo dos terriers. Desenvolvida para viver em fazendas, sua função inicial era a de boiadeiro. Atualmente, apesar de ser encontrado em fazendas austríacas, é um cão pouco visto fora de sua terra natal. Sua personalidade é descrita como alegre, ativa e alerta, o que também o torna um eficiente cão de guarda. Pouco tolerante com estranhos e outros animais, ainda pode ser usado como rateiro (caçador de ratos), embora seu tamanho não permita que entre em lugares pequenos.